# René Gounin
René Gounin, né le 18 juin 1898 à La Tâche (Charente) et mort le 10 octobre 1983 à Bordeaux, est un homme politique français.

## Biographie
Instituteur, il devient conseiller d'arrondissement en 1924, puis conseiller général d’Angoulême en 1928. La même année, il est élu député, poste qu'il conserve jusqu'à son élection au Sénat en 1938. Le 10 juillet 1940, il vote les pleins pouvoirs au maréchal Pétain. À la Libération, il abandonne la politique nationale et se consacre à sa mairie de Montignac.

## Sources
- Ressources relatives à la vie publique :   - Sénat
  - Base Sycomore
- « René Gounin », dans le Dictionnaire des parlementaires français (1889-1940), sous la direction de Jean Jolly, PUF, 1960 [détail de l’édition]